# Coupe des régions de l'UEFA
La Coupe des régions de l'UEFA est une compétition de football amateur dirigée par l'UEFA. La première édition a eu lieu en 1999.

## Représentativité
Contrairement à la Coupe d'Europe des Régions de rugby qui se joue directement entre régions européennes, la Coupe d'Europe des Régions de football se joue entre Etats.
Chaque nation engagée dans cette épreuve est en effet représentée par une seule équipe régionale qui a remporté le championnat national des régions.

## Mode de sélection des joueurs
Le mode de sélection des joueurs est différent d'un pays à l'autre. Dans certains pays européens, tous les joueurs amateurs sont susceptibles d'être convoqués, y compris s'ils proviennent de l'équivalent français du CFA, voire du National. Pour la France, ne sont concernés que les joueurs évoluant en Division d'Honneur.
Les joueurs seniors en France, pour être sélectionnables, doivent répondre aux critères suivants : (1) être de nationalité française, (2) évoluer en équipe 1 de niveau Division d'Honneur, maximum (sauf si « [..] un joueur licencié d’un club évoluant en CFA 2 peut participer à une rencontre de la Coupe des Régions - phase nationale - s’il avait déjà pris part à un match de la première phase de cette épreuve alors que ce même club évoluait en division d’honneur » selon un courrier de la Ligue de Football Amateur du 19 octobre 2007, adressé aux présidents de ligues régionales), (3) ne pas avoir été sous contrat professionnel et (4) ne pas avoir signé de contrat de stagiaire professionnel.

## Palmarès
| Année | No  | Vainqueur                                                | Score                                                    | Finaliste                                                | Lieu de la finale                                        |
| ----- | --- | -------------------------------------------------------- | -------------------------------------------------------- | -------------------------------------------------------- | -------------------------------------------------------- |
| 1999  | 1er | Vénétie                                                  | 3 - 2ap                                                  | Madrid                                                   | Stadio Communale Delle Terme, Abano Terme                |
| 2001  | 2e  | Moravie                                                  | 2 - 2ap (4 - 2 t.a.b.)                                   | Braga                                                    | Letná Stadion, Zlín                                      |
| 2003  | 3e  | Piémont                                                  | 2 - 1                                                    | Maine                                                    | Albstadion, Heidenheim                                   |
| 2005  | 4e  | Pays basque                                              | 1 - 0                                                    | Sud-Ouest Sofia                                          | KS Proszowianka Stadium, Proszowice                      |
| 2007  | 5e  | Basse-Silésie                                            | 2 - 1ap                                                  | Sud-Est                                                  | Hadzhi Dimitar Stadium, Sliven                           |
| 2009  | 6e  | Castille-et-León                                         | 2 - 1                                                    | Olténie                                                  | Stadion NK Inter Zaprešić, Zaprešić                      |
| 2011  | 7e  | Braga                                                    | 2 - 1                                                    | Leinster & Munster                                       | Estádio Cidade de Barcelos, Barcelos                     |
| 2013  | 8e  | Vénétie                                                  | 0 - 0ap (5 - 4 t.a.b.)                                   | Catalogne                                                | Stadio Comunale Delle Terme, Abano Terme                 |
| 2015  | 9e  | Région Est                                               | 1 - 0                                                    | Zagreb                                                   | Tallaght Stadium, Dublin                                 |
| 2017  | 10e | Zagreb                                                   | 1 - 0                                                    | Munster & Connacht                                       | TFF Riva, Istanbul                                       |
| 2019  | 11e | Basse-Silésie                                            | 3 - 2                                                    | Bavière                                                  | Wacker-Arena, Burghausen                                 |
| 2021  | -   | Compétition annulée en raison de la pandémie de Covid-19 | Compétition annulée en raison de la pandémie de Covid-19 | Compétition annulée en raison de la pandémie de Covid-19 | Compétition annulée en raison de la pandémie de Covid-19 |
| 2023  | 12e | Galice                                                   | 3 - 1                                                    | Belgrade                                                 | Campo Municipal de A Lomba, Vilagarcía de Arousa         |
| 2025  | 13e | Aragon                                                   | 1 - 0 ap                                                 | Basse-Silésie                                            | Acquaviva Stadium, Acquaviva                             |